# Valeria Arata
María Valeria Arata (General Arenales,  provincia de Buenos Aires, Argentina, 31 de diciembre de 1978) es una política y contadora pública bonaerense. Ejerció el cargo de diputada en la Cámara de Diputados de la Provincia de Buenos Aires por la cuarta sección electoral durante tres mandatos, entre 2011 y 2023.

## Reseña biográfica
Valeria Arata es hija de Rodolfo Remo Arata y Teresa Inés Sangiácomo.  Descubre su vocación política siendo muy joven, ya a los 17 años militaba en la Unión Cívica Radical en su ciudad natal (General Arenales), donde vivió hasta los 18 años y donde su padre fue intendente. Al finalizar la escuela secundaria se va a estudiar a la Universidad Nacional de Rosario, donde cursa Contaduría en la Facultad de Ciencias económicas, comerciales y políticas. Mientras estudiaba participó de Franja Morada, agrupación política universitaria estrechamente vinculada a la Unión Cívica Radical. 
Se recibe de Contadora Pública en el año 2004 y se instala en Junín, llamada por su referente político, el ex intendente Mario Meoni, quien le asigna un lugar en la Contaduría de la Municipalidad, puesto del cual cesa rápidamente al ascender en el 2005 como Jefa de Compras, pasando a planta permanente un año más tarde. Tuvo a su cargo la contaduría municipal durante 3 años, hasta que fue nombrada Secretaria de Economía en el año 2009. Posteriormente renuncia a este cargo, en el año 2011 cuando asume como diputada provincial.
En 2015 fue reelecta como diputada en la Honorable Cámara de Diputados de la Provincia de Buenos Aires, integrando el bloque del Frente Renovador UNA que presidió Juan José Amondarain. El Presidente de la Honorable Cámara de Diputados de la Provincia de Buenos Aires fue Jorge Emilio Sarghini, Licenciado en Economía y perteneciente al Frente Renovador (UNA). En 2019 fue reelecta por un tercer mandato, esta vez formando parte del bloque Frente de Todos representando al oficialismo.
En 2023 fue candidata a intendenta del partido de Junín por Unión por la Patria. Tras superar las elecciones primarias, resultó en segundo lugar con el 38,4% de los votos, siendo reelecto como intendente Pablo Petrecca de Juntos por el Cambio.

## Trabajo Legislativo
En el mandato comprendido entre 2011 y 2015.
Uno de sus logros fue la sanción de la Ley 14.560. Esta norma tuvo su origen en un proyecto de su autoría, a través de la cual se les otorga protección y una serie de beneficios especiales a personas que estén categorizadas como electro dependientes para las empresas que prestan el servicio eléctrico.
PROYECTOS ECOLÓGICOS
[cita requerida]
- Proyecto de Ley para las luminarias públicas en rutas, autovías o autopistas tengan fuentes de energía alternativa, disminuyendo de esta manera el consumo eléctrico de la red; beneficiando de esta manera no sólo a los usuarios residenciales sino que también se atenúa el impacto ambiental al utilizar energías renovables como la solar.

- Obligando a todos aquellos que producen o importan aparatos electrónicos con tecnología antigua, a intervenir necesariamente en el proceso de recolección y traslado hacia los centros de disposición final, a los efectos de garantizar el reciclado o la reutilización de los mismos.

PROYECTOS EN MATERIA DE GÉNERO O FAMILIA
- Autora de una de las iniciativas presentadas en la Cámara de Diputados para establecer la paridad de género en las listas de candidatos.

- Autora del proyecto que establece la paridad en los cargos públicos de todos los Poderes del Estado Provincia.

- Creación del Cuerpo de Patrocinio Jurídico Gratuito para víctimas de violencia de género. El objetivo es que las víctimas tengan un asesoramiento y acompañamiento por parte del Estado, conociendo de esta manera sus derechos y pasos a seguir en caso de que sufran este flagelo.

PROYECTOS EN MATERIA PENAL
- Se propone modificar el Código de Procedimiento Penal de la Provincia, a los efectos de analizar los fondos que son otorgados como fianzas al momento de obtener una excarcelación. Para esto, ARBA y AFIP deberán verificar el origen de los fondos otorgados para que garantizar su licitud.

Desde diciembre de 2015 hasta la actualidad, Arata ha sido autora y coautora de 93 iniciativas. puede mencionarse el proyecto de Ley a través del cual se crea un procedimiento especial, para que los Clubes de Barrio puedan normalizar su personería jurídica de una manera más simple y ágil, lo que les daría la posibilidad de obtener la tarifa social para los servicios.
Valeria Arata integra diversas Comisiones parlamentarias de gran importancia social como la de Capacidades Diferentes, Derechos Humanos, Igualdad real de oportunidad y trato, etc.[cita requerida]